# La Palma, Hueytlalpan
La Palma är en ort i Mexiko.   Den ligger i kommunen Hueytlalpan och delstaten Puebla, i den sydöstra delen av landet, 170 km öster om huvudstaden Mexico City. La Palma ligger 512 meter över havet och antalet invånare är 202.
Terrängen runt La Palma är lite bergig. Runt La Palma är det ganska tätbefolkat, med 207 invånare per kvadratkilometer. Närmaste större samhälle är Olintla, 5,7 km nordväst om La Palma. I omgivningarna runt La Palma växer i huvudsak städsegrön lövskog.